# Argo (oceanografia)

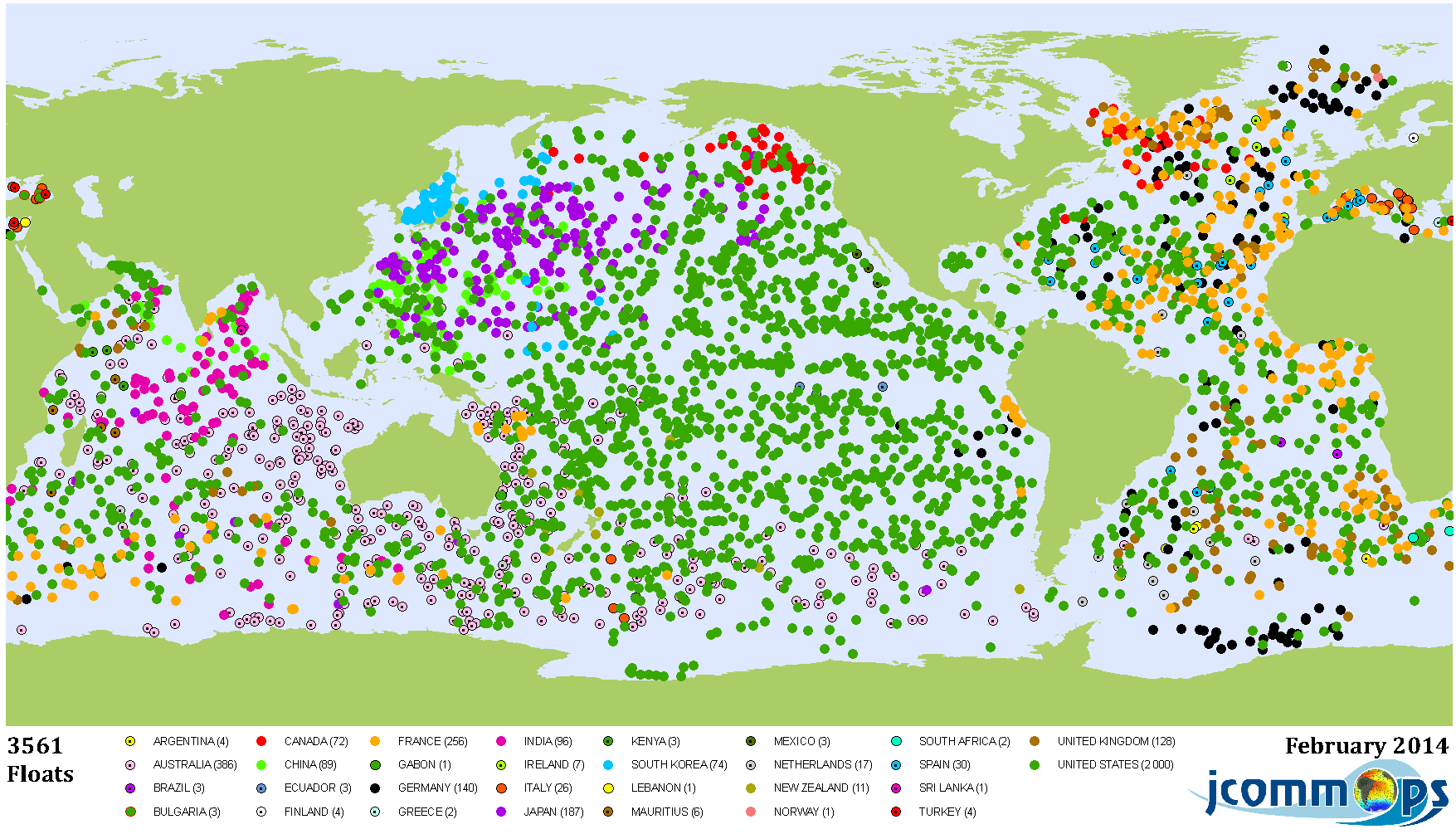
Rozmieszczenie sond Argo w oceanach.

System Argo – system automatycznych sond do pomiarów temperatury i zasolenia oceanów. System składa się z wielu (w 2008 roku około 3000) sond, które mają możliwość zanurzania się do około 1–2 km poniżej poziomu morza i wynurzania się oraz transmisji danych. W czasie cyklu wynurzania sondy wykonują pomiary temperatury i zasolenia.
W mitologii greckiej 52 bohaterów greckich wyruszyło na statku Argo (szybki) pod wodzą Jazona po złote runo. Nazwa została wybrana ze względu na związek sieci Argo z projektem altymetrii satelitarnej Jason. Sieć Argo została omówiona w kilku popularnonaukowych artykułach i audycjach. Pierwsza sonda sieci Argo zaczęła pomiary pod koniec 1999 roku. Ponieważ sondy mają czas życia 3–5 lat około 750 sond musi być umieszczonych w oceanie każdego roku, żeby utrzymać stałą liczbę 3600 sond.

## Współpraca międzynarodowa
System Argo powstał w wyniku współpracy 50 instytutów naukowo-badawczych z 26 krajów. Jest też częścią międzynarodowych projektów takich jak: Global Climate Observing System, Global Ocean Observing System, Climate Variability and Predictability Experiment, Global Ocean Data Assimilation Experiment. Dean Roemmich z Instytutu Oceanografii Scripps otrzymał w 2008 Medal im. Sverdrupa – najwyższą nagrodę Amerykańskiego Towarzystwa Meteorologicznego – za stworzenie sieci Argo.

## Konstrukcja sond i cykl pomiarowy

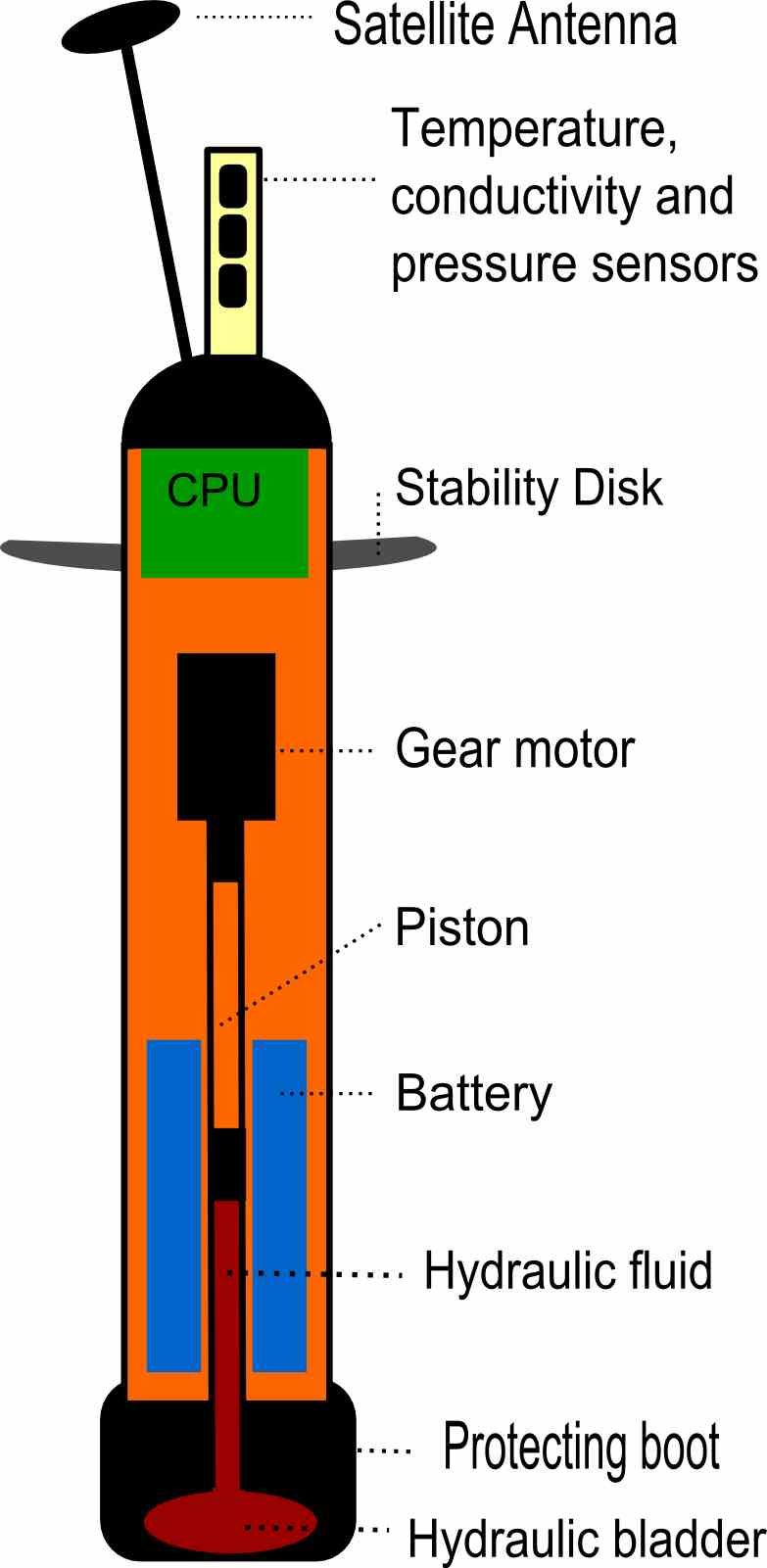
Ilustracja przekroju przez typową sondę używaną w programie Argo. Antena i układy pomiarowe znajdują się w górnej części pływaka

Sondy są tak skonstruowane, że mogą zmieniać swoją wyporność, poprzez zmianę swojej objętości przy stałej masie co zmienia ich gęstość. W systemie Argo większość (w 2008 roku) pomiarów temperatury i zasolenia dokonywanych jest za pomocą Seabird CTD.
Sondy w systemie Argo pracują w cyklach około dziesięciu dni. Na początku cyklu sondy zanurzają się do głębokości około 1 km, na której pozostają około 9 dni. Następnie zanurzają się do głębokości 2 km i zaczynają powracać na powierzchnię. W czasie wypływania dokonywane są pomiary profili temperatury, ciśnienia i zasolenia. Pomiary są wyłączane na około 1dbar (1 m) przed osiągnięciem powierzchni ze względu na możliwe problemy z zanieczyszczeniami znajdującymi się na powierzchni oceanu – pomiary są robione metodą przepływową. Większość sond przekazuje dane za pomocą systemu Argos System, wykorzystującego satelity na orbitach biegunowych. Z tą metodą komunikacji związane są problemy, ponieważ transmisja może zająć do kilku godzin ze względu na to, że satelita musi przebywać w „polu widzenia” profilatora. Nieliczne profilatory używają systemu telefonicznego Iridium, co umożliwia szybkie przesyłanie danych po wynurzeniu oraz na dwustronną komunikację, np. zmianę sposobu profilowania przez sondę.

## Dane
Dane są dostępne bezpłatnie, bez żadnych ograniczeń. Obecnie (2008) dane znajdują się na dwóch serwerach. Przechowywane są w formacie NetCDF. Istnieje indeks wszystkich danych, który zawiera informacje o czasie i położeniu instrumentów. Dane z ARGO można łatwo przeczytać za pomocą programu graficznego Ocean Data View. Dane z sieci Argo są początkowo rozprowadzane w czasie rzeczywistym, bez kontroli jakości danych. Dostępne są po kilkunastu godzinach wynurzenia się na powierzchnię i wykorzystywane do asymilacji danych w modelach prognozy pogody i cyrkulacji oceanu, gdzie czas rzeczywisty pomiaru odgrywa istotną rolę. Dane są następnie egzaminowane przez kilka regionalnych grup, które odpowiadają za wrzucanie sond do oceanu oraz kontrolę jakości. Tak przetworzone dane, w czasie opóźnionym (ang. delayed mode) zostają przesłane do centralnego archiwum. Sondy z różnych ośrodków mogą mieć różną konstrukcję, chociaż dąży się do uniformizacji zarówno rodzaju sond, jak i kontroli jakości danych. Fakt, że regionalne ośrodki odpowiadają za „swoje” sondy powoduje, że istnieją lokalne strony sieciowe opisujące projekt i prezentujące wyniki, często w różnej formie graficznej. Dane w czasie opóźnionym można wykorzystywać do badania zmian klimatu, np. do oceny zmiany pojemności cieplnej oceanu, struktury warstwy dobrze wymieszanej w oceanie lub do oceny zmian temperatury oceanu w górnej warstwie. Sondy Argo przemieszczają się w oceanie wraz ze średnim przepływem na głębokości około 1 km. Trajektorie sond można prześledzić za pomocą analizy zmiany ich współrzędnych geograficznych z czasem. Filmy trajektorii dla wybranych sond i dla kilkudziesięciu ostatnich dni znajdują się na stronie sieciowej.

## Wyniki naukowe

### Temperatura ipojemność cieplna oceanu
Roemmich i Gilson wykorzystali 250 000 danych pomiarowych Argo z okresu 2004–2007 i zauważyli, że światowe wody oceanu są cieplejsze oraz mniej zasolone w porównaniu z wynikami opisanymi w World Ocean Atlas. Ze względu na krótki okres pomiarowy dane z sieci Argo dopiero od niedawna są integrowane z innymi pomiarami klimatycznymi oceanów. Artykuł w 2007 roku w czasopiśmie Nature wskazuje, że część z sond wyprodukowanych przez Woods Hole Oceanographic Institution była obarczona błędem związanym ze złym oprogramowaniem – temperatura i zasolenie były przypisane do nieprawidłowych głębokości w oceanie. Artykuł opublikowany na podstawie tych błędnych danych nieprawidłowo wskazywał na oziębienie oceanów. Lista publikacji utworzonych na podstawie Argo znajduje się na stronie sieciowej w Instytucie Oceanografii imienia Scripps.

### Cyklony tropikalne
Ze względu na to, że sondy są autonomiczne, można je wykorzystać do pomiarów w ekstremalnych warunkach meteorologicznych. Dla przykładu sonda należąca do Brytyjskiego Centrum Danych Oceanograficznych (British Oceanographic Data Centre) o numerze identyfikacyjnym Światowej Organizacji Meteorologicznej WMO#: 190008 wykonała szereg pomiarów w czasie przejścia cyklonu tropikalnego Japhet poprzez Kanał Mozambicki pomiędzy 26 lutego a 2 marca 2003. Sonda ta została też opisana w publikacji Centrum Danych Oceanicznych Mozambiku. Cyklony tropikalne zaburzają oceaniczną warstwę dobrze wymieszaną i oziębiają ocean. W 2007 Liu i inni przeprowadzili analizę za pomocą profili Argo przed i po przejściu cyklonu tropikalnego obserwując zmniejszenie temperatury po przejściu cyklonu oraz zwiększoną grubość oceanicznej warstwy dobrze wymieszanej. Sondy o neutralnej gęstości używane są do specjalnych pomiarów eksperymentalnych oddziaływania pomiędzy oceanem i atmosferą w czasie przejścia cyklonów tropikalnych, w których cykl pomiarowy jest znacznie szybszy i prowadzony do głębokości około 100 m. Sondy profilujące oraz dryftery były używane w czasie eksperymentu CBLAST w 2004 roku podczas huraganu Frances. Sondy w programie CBLAST zostały umieszczone w oceanie za pomocą samolotu C130J.